# Cerococcus fradei
Cerococcus fradei är en insektsart som beskrevs av Castel-branco 1952. Cerococcus fradei ingår i släktet Cerococcus och familjen Cerococcidae.
Artens utbredningsområde är Moçambique. Inga underarter finns listade i Catalogue of Life.